# Edificio Huneeus
El Edificio Huneeus es una construcción ubicada en el centro de Santiago de Chile, frente al edificio del ex Congreso Nacional de Chile y a un costado del palacio homónimo y el Palacio Edwards.

## Historia
El edificio fue construido por el arquitecto Manuel Cifuentes en 1924 por encargo de Antonio Huneeus Gana. Posee una fachada ecléctica con elementos de Art Nouveau y se encuentra separada del palacio que servía de residencia de la familia Huneeus por un pasaje, actualmente denominado «Jorge Huneeus».
Concebido originalmente como un «edificio de rentas» que contendría bodegas y viviendas en los pisos superiores, en 1932 el edificio fue vendido y en las décadas posteriores se instalaron en él la Facultad de Educación de la Universidad Católica de Chile, una maestranza y una empresa de tecnología, entre otras. En los años 1930 uno de los inquilinos del edificio fue el poeta Pablo Neruda, así como también la escritora Marta Brunet.
En los años 1960 el edificio fue ocupado por la Dirección de Turismo, así como también por su sucesor, el Servicio Nacional de Turismo (Sernatur) hasta los años 1980.
En 2008 el Edificio Huneeus fue adquirido por el Congreso Nacional de Chile con el fin de construir la nueva sede de la Biblioteca del Congreso Nacional, la cual se encuentra dividida en diferentes edificios. Si bien existió un concurso de anteproyectos en 2012, en el cual se anunció como ganador el 28 de enero de 2013 al proyecto encabezado por el arquitecto Alejandro Beals Vaccaro, este aún se encuentra detenido y sin obras. En enero de 2020 el diputado Iván Flores propuso que la Convención Constitucional sesione en el edificio Huneeus, sin embargo finalmente se decidió que dicha institución sesionara en el palacio Pereira y el palacio del ex Congreso Nacional de Chile.
El 12 de enero de 2024 se firmó un convenio entre el Senado y el Ministerio de Obras Públicas para reactivar y actualizar el proyecto de habilitación del edificio Huneeus como nueva sede de la Biblioteca del Congreso Nacional de Chile.